# السواكن
السواكن هي قرية مغربية شمال المملكة. تنتمي السواكن لإقليم العرائش الساحلي. تضم هذه القرية 12.362 نسمة (إحصاء 2004).